# 阿森松島皇家空軍基地
阿森松島皇家空軍基地（英語：RAF Ascension），又名威迪亞威克空軍基地（英語：Wideawake Airfield），是一座位於大西洋上英屬阿森松島的對外聯絡機場。其主要民航業務為南非連結航空運營的每月一班前往圣赫勒拿島的航線。由圣赫勒拿機場前往溫得和克和約翰內斯堡的航線每週一班。

## 航空公司與目的地
| 航空公司 | 目的地                   |
| -------- | ------------------------ |
| 南非航空 | 圣赫勒拿、約翰內斯堡     |
| 泰坦航空 | 圣赫勒拿、伦敦斯坦斯特德 |

## 亦可參見
- 聖赫勒拿機場

## 外部連結
- RAF Ascension Island